# Onthophagus simpliciceps
Onthophagus simpliciceps é uma espécie de inseto do género Onthophagus, família Scarabaeidae, ordem Coleoptera.
Foi descrita cientificamente por D'Orbigny em 1905.